# Grešni kozli
Grešni kozli so slovenska glasbena skupina, ustanovljena leta 2014.
Ustanovna člana sta Matej Gruden – Keko in Iztok Cergol. Pridružena člana, Marco Mattietti in Fabio Bandera, sta Italijana. Večina njihovih pesmi je v lokalnem dialektu. Njihovi idoli so Ana Pupedan, Orlek, Zmelkoow, Iztok Mlakar in Ježek.

### Člani skupine
- Matej Gruden – Keko - vokal, kitara, pisec besedil

- Iztok Cergol - kitara, vokal, skladatelj

- Marco Mattietti - bobni, tolkala

- Fabio Bandera - kontrabas

## Diskografija

### Albumi
- Fancli z dušu (samozaložba, 2019)[1]

### Pesmi
- "Kaj bi vam razlagal" (2018)
- "Narobe svet" (2020)